# Cryptophagus lycoperdi
Cryptophagus lycoperdi är en skalbaggsart som först beskrevs av Giovanni Antonio Scopoli 1763.  Cryptophagus lycoperdi ingår i släktet Cryptophagus, och familjen fuktbaggar. Arten är reproducerande i Sverige.